# ボーフェン・メルウェデ川

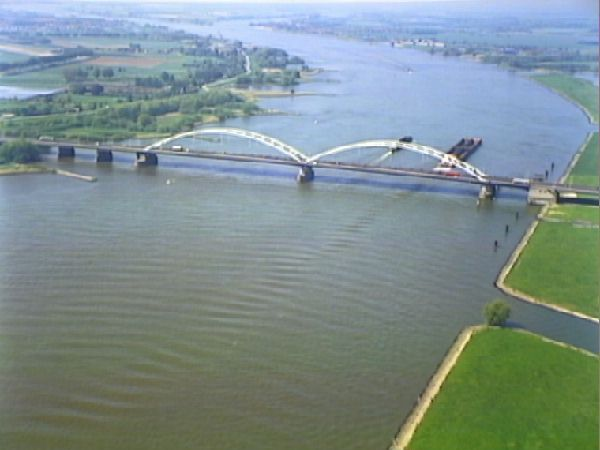
メルウェーデ橋（ホルクム付近）

ボーフェン・メルウェーデ川（ボーフェン・メルウェデがわ、蘭：Boven-Merwede直訳すると「上メルウェーデ」）は、オランダを流れる川で、ライン川とマース川がライン・マース・スヘルデ三角州に流れ込んで分岐した川の一つである。
ホルクム市街地の東でワール川（ライン川起源）・アフヘダムデ・マース川（マース川起源）が合流してボーフェン・メルウェーデ川となり、ベネーデン・メルウェーデ川とニューウェ・メルウェーデ川に2分岐する地点までの10kmがボーフェン・メルウェーデ川である。この川はロッテルダムからドイツ方面への主要航路の一部である。
ボーフェン・メルウェデ川本流の経路
ライン川 > ワール川 > ボーフェン・メルウェーデ川 > ベネデン・メルウェデ川・ニューウェ・メルウェデ川 > … > 北海
マース川 > アフヘダムデ・マース川 > ボーフェン・メルウェデ川 > ベネーデン・メルウェーデ川・ニューウェ・メルウェーデ川 > … > 北海

## 関連項目

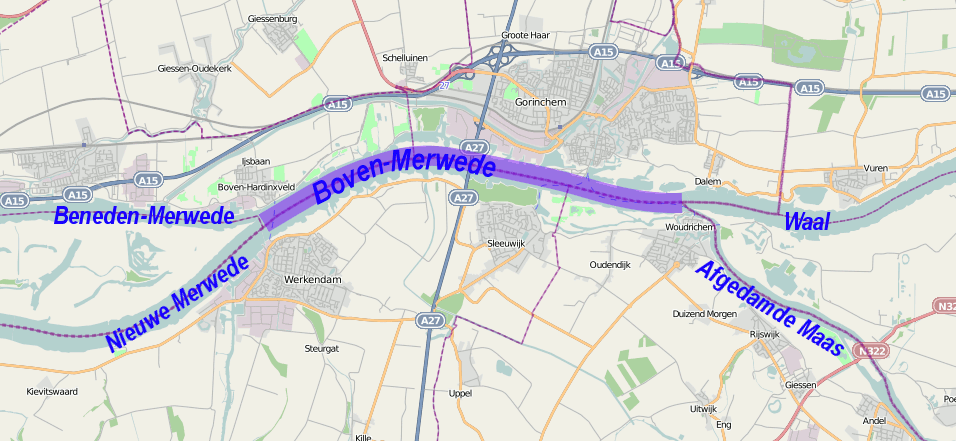
位置図

## 流域の自治体・都市
オランダ
南ホラント州：ホルクム
北ブラバント州：ヴェルケンダム